# Halowe Mistrzostwa Europy w Lekkoatletyce 1971
II Halowe Mistrzostwa Europy odbyły się 13–14 marca 1971 w Sofii w hali Festiwalna.

## Wyniki zawodów

### Mężczyźni

#### Konkurencje biegowe
| konkurencja                           | złoto                                                                                        | złoto     | srebro                                                                                  | srebro | brąz                                                                               | brąz   |
| ------------------------------------- | -------------------------------------------------------------------------------------------- | --------- | --------------------------------------------------------------------------------------- | ------ | ---------------------------------------------------------------------------------- | ------ |
| Bieg na 60 m (szczegóły)              | Wałerij Borzow · ZSRR                                                                        | 6,6 CR    | Jobst Hirscht · RFN                                                                     | 6,7    | Manfred Kokot · NRD                                                                | 6,8    |
| Bieg na 400 m (szczegóły)             | Andrzej Badeński · Polska                                                                    | 46,8      | Borys Sawczuk · ZSRR                                                                    | 47,4   | Aleksandr Bratczikow · ZSRR                                                        | 47,6   |
| Bieg na 800 m (szczegóły)             | Jewhen Arżanow · ZSRR                                                                        | 1:48,7 CR | Phil Lewis · Wielka Brytania                                                            | 1:50,5 | Andrzej Kupczyk · Polska                                                           | 1:50,5 |
| Bieg na 1500 m (szczegóły)            | Henryk Szordykowski · Polska                                                                 | 3:41,4 CR | Wołodymyr Pantelej · ZSRR                                                               | 3:41,5 | Gianni Del Buono · Włochy                                                          | 3:42,1 |
| Bieg na 3000 m (szczegóły)            | Peter Stewart · Wielka Brytania                                                              | 7:53,6    | Wilfried Scholz · NRD                                                                   | 7:54,4 | Jurij Aleksaszin · ZSRR                                                            | 8:01,2 |
| Bieg na 60 m przez płotki (szczegóły) | Eckart Berkes · RFN                                                                          | 7,8       | Aleksandr Diemus · ZSRR                                                                 | 7,9    | Sergio Liani · Włochy                                                              | 7,9    |
| Sztafeta 4 × 2 okrążenia (szczegóły)  | Polska · Waldemar Korycki · Jan Werner · Jan Balachowski · Andrzej Badeński                  | 3:11,1    | ZSRR · Siemion Koczer · Jewgienij Borisienko · Aleksandr Bratczikow · Borys Sawczuk     | 3:11,9 | Bułgaria · Aleksandyr Janew · Aleksandyr Popow · Jordan Todorow · Krystjo Christow | 3:15,6 |
| Sztafeta 4 × 4 okrążenia (szczegóły)  | ZSRR · Walentin Taratynow · Stanisław Mieszczerskich · Aleksiej Taranow · Wiktor Siemiaszkin | 7:17,8    | Polska · Krzysztof Linkowski · Zenon Szordykowski · Kazimierz Wardak · Michał Skowronek | 7:18,2 | RFN · Paul-Heinz Wellmann · Godehard Brysch · Dieter Friedrich · Bernd Epler       | 7:25,0 |

#### Konkurencje techniczne
| konkurencja                | złoto                    | złoto   | srebro                    | srebro | brąz                       | brąz  |
| -------------------------- | ------------------------ | ------- | ------------------------- | ------ | -------------------------- | ----- |
| Skok wzwyż (szczegóły)     | István Major · Węgry     | 2,17    | Jüri Tarmak · ZSRR        | 2,17   | Endre Kelemen · Węgry      | 2,17  |
| Skok o tyczce (szczegóły)  | Wolfgang Nordwig · NRD   | 5,40 WR | Kjell Isaksson · Szwecja  | 5,35   | Jurij Isakow · ZSRR        | 5,30  |
| Skok w dal (szczegóły)     | Hans Baumgartner · RFN   | 8,12    | Igor Ter-Owanesjan · ZSRR | 7,91   | Vasile Sărucan · Rumunia   | 7,88  |
| Trójskok (szczegóły)       | Wiktor Saniejew · ZSRR   | 16,83   | Carol Corbu · Rumunia     | 16,83  | Giennadij Sawlewicz · ZSRR | 16,24 |
| Pchnięcie kulą (szczegóły) | Hartmut Briesenick · NRD | 20,19   | Walerij Wojkin · ZSRR     | 19,54  | Rickard Bruch · Szwecja    | 19,50 |

### Kobiety

#### Konkurencje biegowe
| konkurencja                           | złoto                                                                                    | złoto     | srebro                                                                                 | srebro | brąz                                                                                  | brąz   |
| ------------------------------------- | ---------------------------------------------------------------------------------------- | --------- | -------------------------------------------------------------------------------------- | ------ | ------------------------------------------------------------------------------------- | ------ |
| Bieg na 60 m (szczegóły)              | Renate Meißner · NRD                                                                     | 7,3 CR    | Sylviane Telliez · Francja                                                             | 7,4    | Annegret Irrgang · RFN                                                                | 7,4    |
| Bieg na 400 m (szczegóły)             | Wira Popkowa · ZSRR                                                                      | 53,7      | Inge Bödding · RFN                                                                     | 54,3   | Maria Sykora · Austria                                                                | 54,4   |
| Bieg na 800 m (szczegóły)             | Hildegard Falck · RFN                                                                    | 2:06,1 CR | Ileana Silai · Rumunia                                                                 | 2:06,5 | Rosemary Stirling · Wielka Brytania                                                   | 2:06,6 |
| Bieg na 1500 m (szczegóły)            | Margaret Beacham · Wielka Brytania                                                       | 4:17,2    | Ludmiła Bragina · ZSRR                                                                 | 4:17,7 | Tamara Pangełowa · ZSRR                                                               | 4:18,1 |
| Bieg na 60 m przez płotki (szczegóły) | Karin Balzer · NRD                                                                       | 8,1 WR    | Annelie Ehrhardt · NRD                                                                 | 8,1    | Teresa Sukniewicz · Polska                                                            | 8,3    |
| Sztafeta 4 × 1 okrążenie (szczegóły)  | ZSRR · Natalja Czistiakowa · Ludmyła Aksionowa · Marina Nikiforowa · Tatjana Kondraszowa | 1:37,1    | RFN · Annelie Wilden · Elfgard Schittenhelm · Annegret Kroniger · Christine Tackenberg | 1:38,0 | Bułgaria · Iwanka Wenkowa · Iwanka Koszniczarska · Sofka Kazandżiewa · Monka Bobczewa | 1:39,7 |
| Sztafeta 4 × 2 okrążenia (szczegóły)  | ZSRR · Lubow Finogenowa · Galina Kamardina · Wira Popkowa · Ludmyła Aksionowa            | 3:36,6    | RFN · Gisela Ahlemeyer · Gisela Ellenberger · Anette Rückes · Christa Czekay           | 3:39,6 | Bułgaria · Swetła Złatewa · Stefka Jordanowa · Dżena Binowa · Tonka Petrowa           | 3:47,8 |

#### Konkurencje techniczne
| konkurencja                | złoto                             | złoto    | srebro                   | srebro | brąz                           | brąz  |
| -------------------------- | --------------------------------- | -------- | ------------------------ | ------ | ------------------------------ | ----- |
| Skok wzwyż (szczegóły)     | Milada Karbanová · Czechosłowacja | 1,80     | Wiera Gawriłowa · ZSRR   | 1,80   | Cornelia Popescu · Rumunia     | 1,78  |
| Skok w dal (szczegóły)     | Heide Rosendahl · RFN             | 6,64 CR  | Irena Szewińska · Polska | 6,56   | Viorica Viscopoleanu · Rumunia | 6,53  |
| Pchnięcie kulą (szczegóły) | Nadieżda Cziżowa · ZSRR           | 19,70 WR | Margitta Gummel · NRD    | 19,50  | Antonina Iwanowa · ZSRR        | 18,89 |

## Klasyfikacja medalowa
| Miejsce | Państwo         | Złoto | Srebro | Brąz | Razem |
| ------- | --------------- | ----- | ------ | ---- | ----- |
| 1.      | ZSRR            | 8     | 9      | 6    | 23    |
| 2.      | RFN             | 4     | 4      | 2    | 10    |
| 3.      | NRD             | 4     | 3      | 1    | 8     |
| 4.      | Polska          | 3     | 2      | 2    | 7     |
| 5.      | Wielka Brytania | 2     | 1      | 1    | 4     |
| 6.      | Węgry           | 1     | 0      | 1    | 2     |
| 7.      | Czechosłowacja  | 1     | 0      | 0    | 1     |
| 8.      | Rumunia         | 0     | 2      | 3    | 5     |
| 9.      | Szwecja         | 0     | 1      | 1    | 2     |
| 10.     | Francja         | 0     | 1      | 0    | 1     |
| 11.     | Bułgaria        | 0     | 0      | 3    | 3     |
| 12.     | Włochy          | 0     | 0      | 2    | 2     |
| 13.     | Austria         | 0     | 0      | 1    | 1     |
| Razem   | Razem           | 23    | 23     | 23   | 69    |

## Objaśnienia skrótów
WR – rekord świata
CR – rekord mistrzostw Europy